# 陳誨 (南唐)
陳誨（？—962年），建安人，五代十国闽国、南唐将领。
陳誨生下来几个月，就能走路，父亲给他起小字阿鐵。长大后，人称他陳鐵。在閩国富沙王王延政麾下爲將。保大初年，南唐元宗派兵攻打建州，陳誨多次出城挑戰。先鋒橋使王建封攻克外城，擒获陳誨。將要斬杀，他脫身逃走，數十百人不能追及，他归顺南唐查文徽。查文徽任命他为戰棹指揮使，率領原来的部曲。從攻福州，馮延魯逃走，諸營潰敗，死者以萬計，陳晦殿後，收纳所棄金帛二十萬回军。
查文徽鎮守建州，陳誨爲劍州刺史。南唐保大四年（946年）十月，漳州守将林赞尧发动叛乱，陈诲与泉州刺史留从效发兵把林赞尧驱逐出漳州。间谍探知吴越国守兵放棄福州逃走，查文徽貪功而率陳誨等進军。陳誨率领戰艦入閩江，当时秋雨水漲，一天七百里抵达城下，與吳越水軍相遇，在江中交戰。陳誨派人入江，鑿穿吳越樓船，擒获其將馬先進、葉仁安，迫降鄭彥華。才知福州没有變故。城中多有陳誨親故，让他去招降。福州军假装出迎，查文徽傳令入城，陳誨，提醒要提防，未可速進。查文徽认为狐疑生變，领兵入城，被吴越所擒。陳誨全軍回到劍州，将馬先進等人獻于金陵，以鄭彥華爲部將。褔州兩次交兵，南唐都是大敗，陳誨有功，號称名將，升任为永安軍節度使，兼侍中，官至同平章事。在南臺江破福州兵，軍聲大震。南唐朝廷以其軍名为「忠義」。
后周兵入淮南，陳誨派其子陳德誠率鎮兵赴援。陳誨在建州十餘年，振兴儒學，选拔將校。南唐後主初年，以病求去职，朝廷以其弟陈谦爲留後，召陳誨還都。後主親臨其宅邸，視問慰勞。建隆三年七月去世，封閩國公，諡忠烈。
陳德誠年轻好學，才兼文武，有詩名。后周南征，唐元宗派遺潘承祐召募泉州、建州兵勇，潘承祐奏言陳誨子陳德誠有材畧，于是命陳德誠率军數千赴壽春。陳德誠有战功，特旌其軍为「百勝」。拜任和州刺史，有政績。後與叔父陈谦相繼領建州節度，世稱有其父風。